# San Sai (huyện)
San Sai (tiếng Thái: สันทราย) là một huyện (‘‘amphoe’’) ở phía trung của tỉnh Chiang Mai  phía bắc Thái Lan.

## Địa lý
Các huyện giáp ranh (từ phía bắc theo chiều kim đồng hồ) là Mae Taeng, Doi Saket, San Kamphaeng, Mueang Chiang Mai và Mae Rim của tỉnh Chiang Mai.

## Hành chính
Huyện này được chia thành 12 phó huyện (tambon), các đơn vị này lại được chia thành 116 làng (muban). Có hai thị trấn (thesaban tambon) - San Sai Luang nằm trên một phần của tambon San Sai Luang, San Sai Noi, San Phranet và Pa Phai; các khu vực Mae Cho của tambon Nong Chom, Nong Han và Pa Phai. Ngoài ra có 10 Tổ chức hành chính tambon (TAO).
| Số TT | Tên           | Tên tiếng Thái | Số làng | Dân số |  |
| ----- | ------------- | -------------- | ------- | ------ |  |
| 1.    | San Sai Luang | สันทรายหลวง     | 8       | 6.397  |  |
| 2.    | San Sai Noi   | สันทรายน้อย      | 7       | 13.950 |  |
| 3.    | San Phranet   | สันพระเนตร      | 7       | 5.965  |  |
| 4.    | San Na Meng   | สันนาเม็ง        | 10      | 8.100  |  |
| 5.    | San Pa Pao    | สันป่าเปา        | 6       | 3.934  |  |
| 6.    | Nong Yaeng    | หนองแหย่ง       | 11      | 5.117  |  |
| 7.    | Nong Chom     | หนองจ๊อม        | 9       | 13.657 |  |
| 8.    | Nong Han      | หนองหาร        | 13      | 16.463 |  |
| 9.    | Mae Faek      | แม่แฝก          | 12      | 9.619  |  |
| 10.   | Mae Faek Mai  | แม่แฝกใหม่       | 12      | 7.575  |  |
| 11.   | Mueang Len    | เมืองเล็น        | 5       | 2.535  |  |
| 12.   | Pa Phai       | ป่าไผ่           | 16      | 12.459 |  |